# Quartier Latin

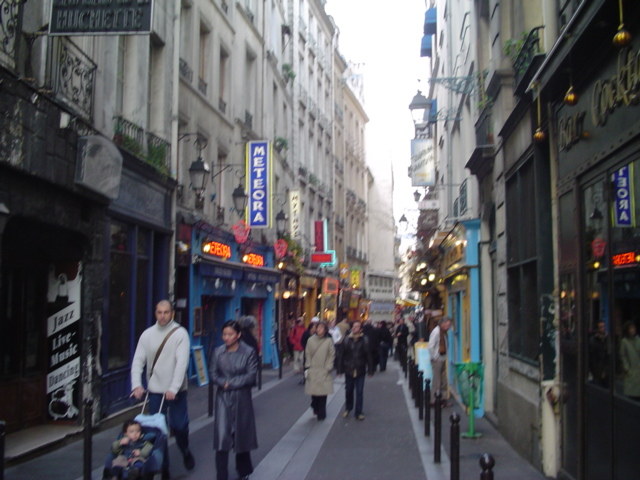
Uma rua estreita no Quartier Latin

O Quartier Latin (em português, Bairro Latino) é um bairro que fica no quinto e no sexto distritos de Paris, na França. Localiza-se na margem esquerda (sul) do Rio Sena, em torno da Universidade de Sorbonne. O nome do bairro deriva do fato de o latim ter sido amplamente falado próximo à universidade durante a Idade Média. 
Atualmente, ainda abriga vários estabelecimentos de ensino superior, como a École Normale Supérieure, a École des Mines de Paris e o Campus Universitaire de Jussieu. Outros estabelecimentos, como a École Polytechnique, foram realocados para locais mais espaçosos. 
É conhecido pelo seu ambiente animado e muitos bistrôs, e por ter reunido muitos artistas e escritores ao longo sua história. Durante os anos 1960, especialmente em maio de 1968, foi um grande centro de contestação da sociedade.